# فيلي رايت (لاعب كرة قدم أمريكية)
فيلي رايت (بالإنجليزية: Willie Wright)‏ هو لاعب كرة قدم أمريكية أمريكي، ولد في 9 مارس 1968 في ريفرتون في الولايات المتحدة.

## وصلات خارجية
- فيلي رايت على موقع مرجع كرة القدم المحترفة.كوم (الإنجليزية)